# Chigara
Chigara (în arabă الشيقارة) este o comună din provincia Mila, Algeria.
Populația comunei este de 14.661 de locuitori (2008).